# Тадосак
Тадосак (на английски: Tadoussac) е селище в провинция Квебек с население от 850 души (2006). Разположено е при сливането на реките Сагеней и Сейнт Лорънс на 210 км североизточно от град Квебек.
Когато пристигат французите, Тадосак е важен търговски център в местната търговия. В Тадосак Самюел дьо Шамплейн сключва първият договор между бели и индианци в Северна Америка през 1603 г. Тадосак е превзет от сър Дейвид Кърк през 1628 г., но по-късно отново е върнат на Франция. През целия 17 век Тадосак е основен център за търговията с кожи. През 19 век е център на горското стопанство и туризма. Днес е популярна туристическа дестинация, заради близко разположения морски парк Сагеней-Сейнт Лорънс.